# Albert Meyer (polityk)

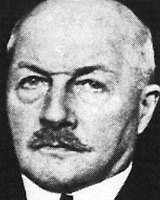
Albert Meyer

Albert Meyer (ur. 13 marca 1870, zm. 22 października 1953) – szwajcarski polityk, członek Rady Związkowej od 12 grudnia 1929 do 31 grudnia 1938. Kierował następującymi departamentami:
- Departament Spraw Wewnętrznych (1930–1933, 1934)
- Departament Finansów (1934, 1935–1938)[2].

Był członkiem Radykalno-Demokratycznej Partii Szwajcarii.
Pełnił także funkcje wiceprezydenta (1935) i prezydenta (1936) Konfederacji.